# قرار مجلس الأمن التابع للأمم المتحدة رقم 1034
قرار مجلس الأمن التابع للأمم المتحدة رقم 1034، الذي اتخذ بالإجماع في 21 كانون الأول / ديسمبر 1995، بعد التذكير بالقرارات السابقة بما في ذلك القرار 1019 (1995)، ناقش المجلس انتهاكات القانون الإنساني الدولي في يوغوسلافيا السابقة، وتحديداً في البوسنة والهرسك.
أدان مجلس الأمن عدم امتثال القوات الصربية البوسنية لأحكام القرار 1019. وقد أبلغ الأمين العام عن انتهاكات حقوق الإنسان في سربرنيتشا، وشيبا، وبانيا لوكا، وسانسكي موست، ووجد أدلة على عمليات الإعدام والاغتصاب والطرد الجماعي والاحتجاز التعسفي والسخرة والاختفاء. وأشار المجلس إلى أن الأشخاص الذين أدانتهم المحكمة الجنائية الدولية ليوغوسلافيا السابقة المنشأة بموجب القرار 827 (1993) لن يتمكنوا من المشاركة في الانتخابات في البوسنة والهرسك.
وقد شجب جميع انتهاكات القانون الإنساني الدولي بشدة، ولا سيما الانتهاكات التي ارتكبها صرب البوسنة، حيث كانت هناك أدلة على إعدام عدد كبير من الرجال من سريبرينيتشا. وطالب المجلس المنظمات الدولية مثل لجنة الصليب الأحمر الدولية بالوصول إلى السجناء واللاجئين والمشردين. وسيجري التحقيق الكامل في انتهاكات القانون الإنساني وحقوق الإنسان في سريبرينيتشا وشيبا وبانيا لوكا وسانسكي موست في الفترة من تموز / يوليو إلى تشرين الأول / أكتوبر 1995 من قبل الوكالات ذات الصلة التابعة للأمم المتحدة والمنظمات الأخرى.
ولوحظ أن المحكمة الجنائية الدولية ليوغوسلافيا السابقة أصدرت لوائح اتهام ضد زعيمي صرب البوسنة رادوفان كاراديتش وراتكو ملاديتش على الجرائم المرتكبة ضد مسلمي البوسنة. وطُلب من الحزب الصربي البوسني السماح له بالوصول الفوري وغير المقيد إلى المنطقة لأغراض التحقيق. واضطرت جميع الأطراف، ولا سيما صرب البوسنة، إلى الحفاظ على الأدلة دون تدميرها أو إخفائها، وطُلب إغلاق جميع مراكز الاحتجاز.
كما أدان مجلس الأمن عمليات نهب وتدمير واسعة النطاق للممتلكات من قبل القوات الكرواتية حول ميركونيتش غراد وسيبوفو، وطالبها بالتوقف وبتحميل المسؤولين عن تلك الانتهاكات. كما طالب جميع الأطراف بالامتناع عن زرع الألغام الأرضية خاصة في المناطق الخاضعة لسيطرتهم، وتهيئة الظروف الملائمة لإعادة اللاجئين.

## روابط خارجية
- نص القرار في undocs.org